# Тенево (Болгарія)
Те́нево (болг. Тенево) — село в Ямбольській області Болгарії. Входить до складу общини Тунджа.

## Населення
За даними перепису населення 2011 року у селі проживали 1509 осіб.
Національний склад населення села:
| Національність   | Кількість осіб | Відсоток |
| ---------------- | -------------- | -------- |
| болгари          | 1403           | 94,2%    |
| турки            | 61             | 4,1%     |
| цигани           | 3              | 0,2%     |
| інша             | 11             | 0,7%     |
| не визначились   | 11             | 0,7%     |
| Всього відповіли | 1489           |          |

Розподіл населення за віком у 2011 році:
Динаміка населення: